# キロ・グリゴロフ
キロ・グリゴロフ（マケドニア語: Киро Глигоров）、1917年5月3日 - 2012年1月1日）は、旧ユーゴスラビア、マケドニアの政治家。マケドニアの初代大統領。

## 人物
チトーとともにユーゴスラビア人民解放戦争を戦ったパルチザンの闘士であり、その後のマケドニアや連邦全体でも大きな影響力を保持してきた。1991年1月27日に各党派の合意でマケドニア議会に超党派の大統領として選出され、旧ユーゴスラビア・マケドニア社会主義共和国の大統領評議会議長に就任する。その後、憲法改正をし同年6月7日より国名をマケドニア共和国に改名する。武力衝突回避を最優先しつつ交渉を進め9月8日にユーゴスラビアからマケドニア共和国としての独立を宣言した。
1993年にマケドニアの国際連合加盟を果たし、1999年11月に大統領を退任。2012年1月1日、スコピエの自宅にて死去した。
| 公職                                                    | 公職                                                     | 公職                                 |
| ------------------------------------------------------- | -------------------------------------------------------- | ------------------------------------ |
| 先代 自身 （マケドニア社会主義共和国 大統領評議会議長） | マケドニア共和国大統領 初代：1991年 - 1999年             | 次代 ボリス・トライコフスキ          |
| 先代 ヴラディミル・ミトコフ                             | マケドニア社会主義共和国 大統領評議会議長 第10代：1991年 | 次代 自身 （マケドニア共和国大統領） |